# Thomas Bendixen
Thomas Bendixen (født 5. august 1966 i Hørsholm) er en dansk skuespiller, instruktør og teaterdirektør for Mammutteatret.
Bendixen er uddannet fra Skuespillerskolen ved Aarhus Teater i 1997 og har siden været tilknyttet bl.a. Det Danske Teater, Grønnegårds Teatret, Kaleidoskop og Theater 2 Production. Han har været instruktør på Svalegangen, Café Teatret og Mammutteatret, som han p.t. er en af fire direktører for.
Umiddelbart efter Skuespillerskolen debuterede han i hovedrollen som Bobby i Crazy For You på Det Ny Teater, derefter fulgte rollen som Riff i West Side Story. I 2004 fik han sin debut som instruktør på Mammutteatret, med forestillingen Manden der vendte tilbage. Siden har han instrueret en lang række forestillinger på de danske teatre. På Det Kongelige Teater har han bl.a. instrueret Misantropen, Den Gerrige, Vildanden, Faderen og Erasmus Montanus. På Grønnegårdsteatret bl.a. Den Vægelsindede, Den Politiske Kandestøber, Libertineren, Don Juan, Tartuffe, Tribadernes nat og senest Jeppe på bjerget. Herudover har han også iscenesat store forestillinger på Aalborg Teater, Aarhus Teater og Betty Nansen Teatret. Han har modtaget Herman Bangs æreslegat, Teaterkatten, Kunststyrelsens præmiering for Libertineren, samt Preben Neergaards mindelegat for Tartuffe.

## Filmografi
- Den røde tråd (1989)
- En kort en lang (2001)
- At kende sandheden (2002)
- De unge år (2007)
- Flammen & Citronen (2008)

### Musicals og teater (Instruktør)
- Misantropen, Den Gerrige, Vildanden, Faderen og Erasmus Montanus
- Den Gerrige
- Vildanden
- Faderen
- Erasmus Montanus
- Den Vægelsindede
- Den Politiske Kandestøber
- Libertineren,
- Don Juan,
- Tartuffe Tribadernes nat
- Jeppe på bjerget
- Anything Goes (2016)
- Med sne (2017)

### Tv-serier
- Skjulte spor (2000-2002)
- TAXA (1997-1999)